# Tomáš Poznar
Tomáš Poznar (* 27. září 1988 Zlín) je český profesionální fotbalista, který hraje na pozici útočníka za slovenský klub FC Spartak Trnava. V roce 2020 odehrál také jedno utkání v dresu české reprezentace.
Začínal ve Zlíně, poté hrál za Plzeň a od léta 2019 do února 2022 byl znovu hráčem FC Fastav Zlín. Mimo Česko působil na klubové úrovni na Slovensku.

## Klubová kariéra

### Zlín
Je odchovancem Fastavu Zlín. Před ročníkem 2008/2009 se propracoval do prvního mužstva. Následně zamířil na roční hostování do týmu FC Vítkovice. V létě 2013 se připravoval s tehdejším nováčkem 1. ligy, klubem 1. SC Znojmo, ale transfer se kvůli zranění stehna neuskutečnil. V průběhu podzimní části sezony 2013/14 odešel na hostování do slovenského Spartaku Trnava, odkud se v prosinci 2013 vrátil zpět do Zlína.
V zápase 2. kola Poháru České pošty 2014/15 proti SK Hanácká Slavia Kroměříž šel v závěrečném penaltovém rozstřelu do brány místo vyloučeného polského brankáře Krzysztofa Żukowského a chytil soupeřům tři střelecké pokusy (konkrétně nedali Steiner, Ševčík a Netopil). On sám pak proměnil rozhodující penaltu, Zlín zvítězil v rozstřelu 8:7 (po normální hrací době byl stav 1:1) a postoupil do třetího kola proti 1. FC Slovácko.
S Fastavem zažil v sezóně 2014/15 postup do nejvyšší soutěže. Své premiérové trefy v 1. lize si schoval do 4. ligového kola hraného 15. srpna 2015, kdy rozhodl o výhře Zlína 2:0 nad FC Baník Ostrava. V sezoně 2015/16 se stal společně se Štěpánem Korešem se sedmi brankami nejlepším střelcem Zlína v lize.
V sezoně 2015/2016 tvořil v podzimní části první ligy útočnou dvojici s Lukášem Železníkem.
Poslední ligový gól za Zlín vstřelil proti Plzni, do které následně zamířil na přestup. Branka padla ve 4. kole sezóny 2016/17 při výhře Zlína 2:0. Celkem za klub odehrál v lize i poháru 157 střetnutí, ve kterých dal 48 branek.

### Viktoria Plzeň
30. srpna 2016 přestoupil do západočeského klubu FC Viktoria Plzeň a podepsal tříletou smlouvu, zájem o něj měl ještě FC Slovan Liberec. Dostal dres s číslem 18.

#### Sezóna 2016/17
S Plzní se představil ve skupinové fázi Evropské ligy UEFA, kde byla Viktorka nalosována do základní skupiny E společně s AS Řím (Itálie), Austria Vídeň (Rakousko) a FC Astra Giurgiu (Rumunsko). V 1. kole skupinové fáze EL se Viktoria střetla 15. 9. 2016 na domácí půdě s AS Řím (remíza 1:1). Poznar hrál od 85. minuty, kdy na hřišti vystřídal Marka Bakoše. K dalšímu zápasu základní skupiny cestovala Plzeň 29. září 2016 do Rakouska, kde se střetla s Austrií Vídeň. Poznar nastoupil na celé střetnutí, které skončilo bezbrankovou remízou. 20. 10. 2016 odehrál na domácí půdě posledních 37 minut proti Astře Giurgiu, utkání skončilo 1:2. V Odvetě hrané 3. listopadu 2016 na hřišti Astry se objevil pouze na lavičce náhradníků, Viktorka remizovala se soupeřem 1:1. Ani v dalším střetnutí Poznar nenastoupil, Plzeň definitivně ztratila naději na postup, když podlehla římskému AS v poměru 1:4. Z výhry se Západočeši radovali až v posledním střetnutí hraném 8. prosince 2016, kdy před domácím publikem otočili zápas proti Austrii Vídeň z 0:2 na 3:2, přestože od 18. minuty hráli oslabeni o jednoho hráče. Plzeň touto výhrou ukončila 14 zápasovou sérii bez vítězství v Evropské lize. Viktoria skončila v základní skupině na třetím místě.

#### Baník Ostrava (hostování)
24. června 2017 odešel z Plzně na roční hostování do Baníku Ostrava, kde si zahrál po boku Milana Baroše, od kterého dostal ještě za působení ve Zlíně dres. Zahrál si zde i pod křídly Bohumila Páníka, který jej tehdy vedl i ve Zlíně . Nastřílel zde tři branky a svými výkony pomohl Baníku zachránit ligu.

### Návrat do Zlína
Na začátku sezony 2018/2019 se navrátil zpátky do Zlína v rámci hostování s opcí.
V létě 2019 odešel po vypršení smlouvy z Plzně do Zlína natrvalo. Kapitán a jeden z nejlepších střelců "Ševců" v posledních sezonách se stal nejlepším hráčem první ligy za říjen a listopad 2020. Svými výkony si vysloužil i nominaci do české reprezentace.

### Niecieza
V únoru 2022 Poznar přestoupil ze Zlína do polské Niecieczy; v posledním týmu Ekstraklasy se setkal nejen s trenérem Radoslavem Látalem, ale i dalšími krajany Michalem Bezpalcem, Michalem Hubínkem a Matějem Hybšem. S týmem se mu nepodařilo udržet v polské nejvyšší soutěži, a tak v létě 2022 se Niecieza přesunula do Fortuna 1 Ligy.
Po dvou letech v polském klubu se Poznar rozhodl v prosinci 2023 ukončit smlouvu. V dresu Nieciezy odehrál 59 utkání, v nichž vstřelil 14 branek.

### Spartak Trnava
V lednu 2024 podepsal jako volný hráč smlouvu se slovenským Spartakem Trnava, kde už jednou působil na podzim 2013 v rámci hostování.

## Klubové statistiky
Aktuální k 29. srpnu 2020
| Sezona  | Klub                      | Soutěž             | Zápasy | Góly |
| ------- | ------------------------- | ------------------ | ------ | ---- |
| 2008/09 | FC Vítkovice (host.)      | 2. liga            | 16     | 3    |
| 2009/10 | FC Tescoma Zlín           | 2. liga            | 5      | 0    |
| 2010/11 | FC Tescoma Zlín           | 2. liga            | 23     | 5    |
| 2011/12 | FC Tescoma Zlín           | 2. liga            | 29     | 8    |
| 2012/13 | FC Fastav Zlín            | FNL                | 18     | 5    |
| 2013/14 | FC Fastav Zlín            | FNL                | 16     | 4    |
| 2013/14 | FC Spartak Trnava (host.) | Corgoň liga        | 9      | 2    |
| 2014/15 | FC Fastav Zlín            | FNL                | 27     | 13   |
| 2015/16 | FC Fastav Zlín            | Synot liga         | 28     | 7    |
| 2016/17 | FC Fastav Zlín            | ePojisteni.cz liga | 5      | 2    |
| 2016/17 | FC Viktoria Plzeň         | ePojisteni.cz liga | 18     | 0    |
| 2017/18 | FC Baník Ostrava (host.)  | HET liga           | 27     | 3    |
| 2018/19 | FC Fastav Zlín (host.)    | Fortuna:Liga       | 22     | 8    |
| 2019/20 | FC Fastav Zlín            | Fortuna:Liga       | 28     | 9    |
| 2015/16 | FC Fastav Zlín            | Fortuna:Liga       | 2      | 2    |